# 이홍갑
이홍갑(李洪甲, 1968년 ~ )은 대한민국의 SBS의 소속 기자이다.

## 학력
- 연세대학교 국제대학원 석사

## 경력
- 現 SBS 보도본부 사회1부 차장